# La vita sociale della nuova Italia
La vita sociale della nuova Italia è stata una collana editoriale di monografie a tema biografico diretta da Nino Valeri e pubblicata da Utet tra gli anni '60 e gli anni  '90 del 1900, e in parte ristampata per un totale di 41 uscite.

## Lista completa
| Numero | Titolo                                                | Autore                       |
| ------ | ----------------------------------------------------- | ---------------------------- |
| 1      | Benedetto Croce                                       | Fausto Nicolini              |
| 2      | Camillo e Adriano Olivetti                            | Bruno Caizzi                 |
| 3      | Giovanni Boldini                                      | Dario Cecchi                 |
| 4      | Edmondo De Amicis                                     | Lorenzo Gigli                |
| 5      | Luigi Pirandello                                      | Gaspare Giudice              |
| 6      | Giovanni Verga                                        | Giulio Cattaneo              |
| 7      | Francesco De Sanctis                                  | Elena e Alda Croce           |
| 8      | Antonio Gramsci                                       | Salvatore Francesco Romano   |
| 9      | Matilde Serao                                         | Anna Banti                   |
| 10     | Antonio Mancini                                       | Dario Cecchi                 |
| 11     | Francesca Bertini e le dive del cinema muto           | Pietro Bianchi               |
| 12     | Benito Mussolini                                      | Gaspare Giudice              |
| 13     | Francesco Crispi                                      | Massimo Grillandi            |
| 14     | Bettino Ricasoli                                      | Enrica Viviani della Robbia  |
| 15     | Antonio Fogazzaro                                     | Donatella e Leone Piccioni   |
| 16     | Gaetano Salvemini                                     | Gaspare De Caro              |
| 17     | Vittorio Emanuele III                                 | Silvio Bertoldi              |
| 18     | Giuseppe Verdi                                        | Gustavo Marchesi             |
| 19     | Giovanni Giolitti                                     | Nino Valeri                  |
| 20     | Giovanni Agnelli                                      | Valerio Castronovo           |
| 21     | Luigi Albertini                                       | Ottavio Barié                |
| 22     | Pietro Badoglio                                       | Piero Pieri e Giorgio Rochat |
| 23     | Cesare Lombroso                                       | Luigi Bulferetti             |
| 24     | Guglielmo Marconi                                     | Giancarlo Masini             |
| 25     | Felice Cavallotti                                     | Alessandro Galante Garrone   |
| 26     | Emilio Treves                                         | Massimo Grillandi            |
| 27     | Luigi Sturzo                                          | Gabriele De Rosa             |
| 28     | Giacomo Puccini                                       | Claudio Casini               |
| 29     | Italo Svevo                                           | Giuseppe Antonio Camerino    |
| 30     | Luchino Visconti                                      | Gianni Rondolino             |
| 31     | Gabriele D'Annunzio                                   | Paolo Alatri                 |
| 32     | Vittorio Valletta                                     | Piero Bairati                |
| 33     | Francesco Saverio Nitti                               | Francesco Barbagallo         |
| 34     | Italo Balbo                                           | Giorgio Rochat               |
| 35     | Luigi Einaudi                                         | Riccardo Faucci              |
| 36     | Filippo Turati                                        | Renato Monteleone            |
| 37     | Pietro Nenni                                          | Enzo Santarelli              |
| 38     | Roberto Rossellini                                    | Gianni Rondolino             |
| 39     | Ferdinando Maria Perrone : da casa Savoia all'Ansaldo | Paride Rugafiori             |
| 40     | Arturo Toscanini                                      | Gustavo Marchesi             |
| 41     | Arnoldo Mondadori                                     | Enrico Decleva               |